# Wilhelm Schulz (Marineoffizier)
Georg-Wilhelm Schulz (* 10. März 1906 in Köln; † 5. Juli 1986 in Hamburg) war ein deutscher Marineoffizier der Reichsmarine und der Kriegsmarine, zuletzt in Rang eines Korvettenkapitäns. Er überlebte zwei Versenkungen seines U-Boots.

## Jugend und Handelsmarine
Schulz war der Sohn eines preußischen Heeresoffiziers. Im Jahre 1916, im Alter von 10 Jahren, trat er ins preußische Kadettenkorps ein, dem er bis zu dessen durch den Friedensvertrag von Versailles erzwungenen Auflösung im März 1920 angehörte. Nach Abschluss seiner schulischen Ausbildung mit der Mittleren Reife, trat er 1923 als Seekadett in die Handelsmarine ein, wo er u. a. auf dem Schulschiff Großherzogin Elisabeth ausgebildet wurde. Bis 1931 diente Schulz auf diversen Schiffen in der Handelsmarine und betrieb dabei seine Weiterbildung zum Steuermann und Schiffsoffizier. Nach der vorgeschriebenen Fahrenszeit besuchte Schulz ab Januar 1931 die Seefahrtsschule in Hamburg, wo er am 7. März 1932 sein Kapitänspatent erwarb.

## Reichs- und Kriegsmarine

### Vorkriegszeit
Schulz trat am 4. Oktober 1933 in die Reichsmarine ein, wurde aufgrund seiner nautischen Vorbildung und Erfahrung der Crew 1932 zugeteilt. Seine militärische Grundausbildung erhielt er in der 6. Kompanie der II. Schiffsstammdivision der Ostsee in Stralsund, seine Bordausbildung u. a. auf dem Leichten Kreuzer Königsberg. Am 1. Januar 1934 wurde er zum Fähnrich zur See, am 26. September 1935 zum Oberfähnrich zur See befördert und anschließend zur weiteren Ausbildung an die U-Bootschule in Kiel kommandiert. Am 21. Dezember 1935 wurde er als Wachoffizier auf das U-Boot U 18 bei der U-Flottille „Weddigen“ versetzt und in dieser Dienststellung am 1. Januar 1936 zum Leutnant zur See befördert. Als U 18 am 20. November 1936 bei Gefechts- und Schießübungen in der Lübecker Bucht nach einer Kollision mit dem deutschen Torpedoboot T 156 in allerdings geringer Tiefe sank, konnte er sich wie auch der größere Teil der Besatzung mittels Tauchretter retten; acht Mann kamen allerdings ums Leben. Von Februar bis Ende September 1937 diente Schulz dann als Wachoffizier auf U 12. Am 1. Oktober 1937 wurde er zum Oberleutnant zur See befördert und als I. Wachoffizier auf U 33 bei der U-Flottille „Saltzwedel“ in Wilhelmshaven versetzt. Mit diesem Boot nahm er während des spanischen Bürgerkriegs von Dezember 1937 bis Februar 1938 und von Juli bis August 1938 an zwei Unternehmungen vor Spanien und Portugal teil.

### U-Boot-Kommandant
Feindfahrten
U 10
1. 7. September 1939 bis 17. September 1939
2. 26. September 1939 bis 15. Oktober 1939

U 64
1. 6. April 1940 bis 12. April 1940

U 124
1. 19. August 1940 bis 16. September 1940 (3 Schiffe mit 14.463 BRT versenkt)
2. 5. Oktober 1940 bis 13. November 1940 (5 Schiffe mit 20.061 BRT versenkt)
3. 16. Dezember 1940 bis 22. Januar 1941 (1 Schiff mit 5.965 BRT versenkt)
4. 23. Februar 1941 bis 1. Mai 1941 (11 Schiffe mit 53.297 BRT versenkt)
5. 10. Juli 1941 bis 25. August 1941

Am 5. Januar 1939 erhielt Schulz mit U 10 sein erstes eigenes Kommando, und am 1. April 1939 erfolgte seine Beförderung zum Kapitänleutnant und Vordatierung auf das Crewjahr 1930. U 10 gehörte bis zum 14. April 1939 zur U-Flottille „Lohs“ in Kiel, danach als Schulboot zur U-Bootschulflottille. In den ersten Kriegswochen (7. – 17. September und 26. September – 15. Oktober) wurde das Boot zu zwei Patrouillenfahrten im Kattegat eingesetzt, wo es die Durchfahrt feindlicher Schiffe verhindern sollte, aber keine Versenkungen erzielte.
Am 20. November 1939 wurde Schulz zur Baubelehrung für das Boot U 64 abkommandiert, das er am 16. Dezember 1939 als Kommandant in Dienst stellte. U 64 wurde bereits bei seinem ersten Einsatz im Zuge der Besetzung Norwegens am 13. April 1940 in der Nähe von Bjerkvik im Herjangsfjord bei Narvik durch das Bordflugzeug des britischen Schlachtschiffs Warspite mit einer Fliegerbombe versenkt. Das Boot sank auf 35 m Tiefe. Zwölf Mann der Besatzung konnten sich noch vor dem Sinken retten, und 28 weitere, darunter Schulz, konnten 40 Minuten später per Tauchretter an die Wasseroberfläche gelangen, woraufhin sie von angelandeten deutschen Gebirgsjägern gerettet wurden. Acht Mann blieben vermisst; sie waren wahrscheinlich bereits durch den Bombentreffer ums Leben gekommen.
Schulz kam über Schweden nach Deutschland zurück und stand dann bis zum 1. Juni 1940 bei der 2. U-Flottille „zur Verfügung“. Am 1. Juni 1940 übernahm er mit der Besatzung des versenkten Bootes U 64 das neue Boot U 124 (Typ IX-B). Im Gedenken an die Hilfe der Gebirgsjäger bei der Rettung seiner Bootsbesatzung wählte Schulz als Bootsemblem ein Edelweiss auf beiden Seiten des Turmes, das Abzeichen der Gebirgstruppe. U 124 gehörte zur 2. U-Flottille in Wilhelmshaven, führte von seiner Indienststellung bis Mitte August 1940 Ausbildungsfahrten durch. Am 19. August 1940 lief es von Wilhelmshaven zu seiner ersten Feindfahrt aus, die es am 16. September 1940 in seinem neuen Stützpunkt Lorient beendete. Auf dieser Unternehmung wurden zwei Schiffe mit 10.563 BRT versenkt und ein weiteres mit 3.900 BRT beschädigt. Bei zwei nachfolgenden Fahrten im Nordatlantik (5. Oktober – 13. November 1940 und 16. Dezember 1940 – 22. Januar 1941) versenkte Schulz insgesamt sechs Schiffe mit 26.026 BRT. Seine vierte Fahrt mit U 124 war eine der erfolgreichsten eines U-Bootes während des gesamten Krieges. Sie begann am 23. Februar 1941 in Lorient und endete dort am 1. Mai 1941. Auf dieser 68 Tage dauernden und mehr als 12.000 Seemeilen langen Unternehmung im Mittelatlantik, bei den Kanarischen Inseln und vor Freetown wurden elf Schiffe mit 53.297 BRT versenkt. Dabei wurde U 124 am 4. März 1941 in Las Palmas mit Brennstoff und Proviant und nochmals vom 15. März 1941 bis zum 19. März 1941 vom Hilfskreuzer Kormoran mit Torpedos und Brennstoff versorgt. Noch während dieser Unternehmung wurde Schulz am 4. April 1941 mit dem Ritterkreuz ausgezeichnet.

### Flottillenchef
Eine weitere Fahrt vom 10. Juli bis zum 25. August 1941 im Mittelatlantik, westlich von Gibraltar und vor nordwestafrikanischen Küste war erfolglos. Schulz gab das Kommando über U 124 am 7. September 1941 ab und wurde am 22. September Chef der kurz zuvor neu aufgestellten 6. U-Flottille in Danzig, die zunächst als Schulflottille in der Ostsee operierte und dann im Februar 1942 als Frontflottille nach Saint-Nazaire verlegt wurde. Von Oktober 1941 bis Januar 1942 war er gleichzeitig auch Chef der 8. U-Flottille, ebenfalls eine Schulflottille, in Königsberg/Pillau. Schulz wurde am 1. April 1943 zum Korvettenkapitän befördert und blieb bis zum 3. Oktober 1943 Chef der 6. U-Flottille in Saint-Nazaire. Dann wurde er Chef des Stabes (“Ia”) beim Führer der U-Ausbildungsflottillen in Gotenhafen sowie gleichzeitig Leiter der „Erprobungsgruppe U-Boote“, die die sogenannten Elektro-U-Boote der Typen XXI und XXIII erprobte. Kurz vor Kriegsende wurde Schulz am 22. April 1945 zum Chef der 25. U-Flottille, einer Ausbildungsflottille, in Libau ernannt; die Flottille wurde von ihm bei Kriegsende im Mai 1945 auf Rügen aufgelöst.

## Nachkriegszeit
Schulz kam in britische Gefangenschaft, aus der er am 15. Juli 1945 wieder entlassen wurde. 1950 gründete er eine eigene Firma für Industrievertretungen. Er starb am 5. Juli 1986 in Hamburg.

## Autobiografie
1994 wurde seine Autobiografie Über dem nassen Abgrund im Verlag E.S. Mittler & Sohn veröffentlicht. Eine spätere Taschenbuchausgabe wurde von Ullstein verlegt. 1998 erschien eine nicht autorisierte tschechische Übersetzung unter dem Titel Wilhelm Schulz in der Serie Ponorkove Eso (dt.: U-Boot Asse).

## Auszeichnungen
- Dienstauszeichnung IV. Klasse am 15. Oktober 1937
- Medaille zur Erinnerung an den 1. Oktober 1938 am 1. Oktober 1939
- Spanienkreuz in Bronze mit Schwertern am 6. Juni 1940
- U-Boot-Kriegsabzeichen (1939) am 23. Dezember 1939
- Eisernes Kreuz (1939) II. und I. Klasse am 25. September 1940
- Ritterkreuz des Eisernen Kreuzes am 4. April 1941
- Kriegsverdienstkreuz (1939) II. und I. Klasse mit Schwertern am 30. Januar 1945